# Flebografia

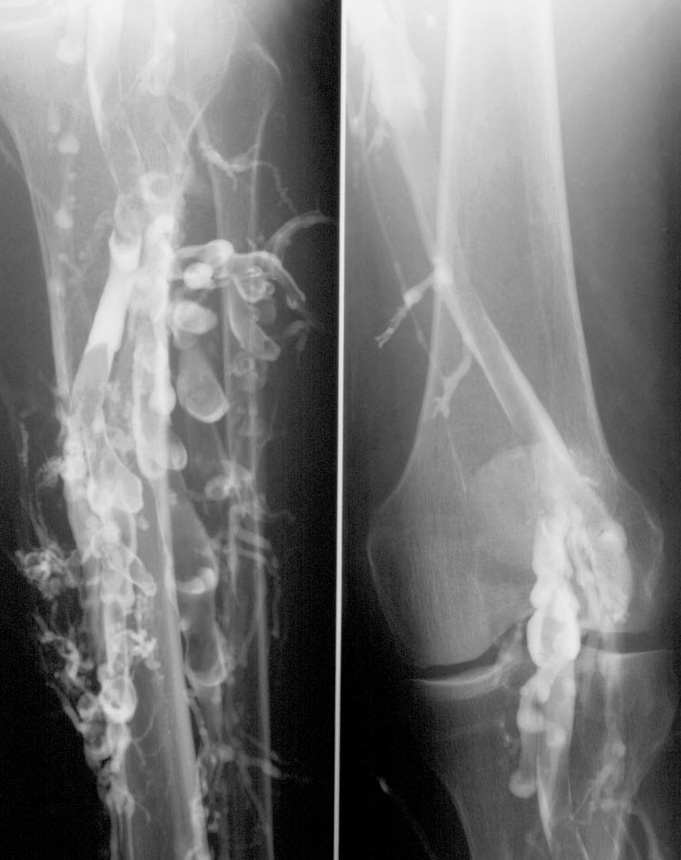
Po wstrzyknięciu środka kontrastowego do żyły na stopie różne grupy żył na podudziu i kolanie stają się widoczne we fluoroskopii. Rozszerzenia żył są ograniczone przez zastawki. Na dużych przekrojach widać, że środek kontrastowy nie wypełnia całej żyły, ale opływa rozciągnięte skrzepliny.

Flebografia (synonim wenografia) – badanie polegające na podaniu do żyły środka cieniującego (tzw. kontrastu), umożliwiającego uwidocznienie jej światła i zobrazowanie na zdjęciu rentgenowskim; może być również składową angiografii tomografii komputerowej (angio-TK) i jądrowego rezonansu magnetycznego (angio-MR).
W zależności od drogi podania środka cieniującego, rozróżnia się:
- flebografię pośrednią – podczas podania środka cieniującego dotętniczo dochodzi do zakontrastowania obszaru zaopatrywanego przez daną tętnicę, w fazie późnej, zwanej też fazą żylną, krew odpływając w kierunku serca kontrastuje układ żylny, umożliwiając jego obrazowanie
- flebografię bezpośrednią, gdy środek cieniujący podawany jest bezpośrednio do układu żylnego. Jeżeli środek cieniujący wstrzykuje się do żyły i wędruje on zgodnie z kierunkiem przepływu krwi (na przykład kontrast wstrzykuje się do żył stopy, aby zakontrastować żyły kończyny dolnej) mówi się o flebografii bezpośredniej wstępującej. Jeżeli natomiast kontrast podaje się w kierunku przeciwnym do kierunku krążenia krwi (podanie kontrastu przez cewnik do żyły głównej dolnej aby uzyskać zakontrastowanie żył nerkowych), mówi się o flebografii bezpośredniej zstępującej.

Obecnie, w dobie rozwoju nowocześniejszych technik diagnostycznych, takich jak ultrasonografia, angiografia tomografii komputerowej czy angiografia rezonansu magnetycznego, wskazania do wykonania flebografii są bardzo ograniczone i wykonuje się ją jedynie przed zabiegami operacyjnymi wewnątrznaczyniowymi układu żylnego.